# Валкид (Сибињ)
Валкид (рум. Valchid) насеље је у Румунији у округу Сибињ у општини Хогилаг. Oпштина се налази на надморској висини од 364 m.

## Становништво
Према подацима из 2002. године у насељу је живело 684 становника.

### Попис2002.
| Расподела становништва по националности 2002.‍ | Расподела становништва по националности 2002.‍ | Расподела становништва по националности 2002.‍ | Расподела становништва по националности 2002.‍ | Расподела становништва по националности 2002.‍ |
| --------------------------------------------- | --------------------------------------------- | --------------------------------------------- | --------------------------------------------- | --------------------------------------------- |
|                                               |                                               |                                               |                                               |                                               |
| Румуни                                        | Румуни                                        |                                               | 622                                           | 91,5%                                         |
| Мађари                                        | Мађари                                        |                                               | 31                                            | 4,6%                                          |
| Роми                                          | Роми                                          |                                               | 20                                            | 2,9%                                          |
| други                                         | други                                         |                                               | 7                                             | 1,0%                                          |